# Theresa Berkley
Theresa Berkley (... – settembre 1836) è stata una prostituta britannica, famosa per aver inventato la Berkley Horse, un apparecchio BDSM.

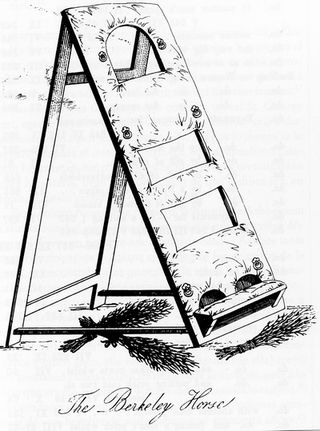
Berkley Horse

Nel XIX secolo fu una dominatrice inglese che gestiva un bordello nella 28ª Charlotte Street, appena a nord di Soho, (Londra), specializzata nella flagellazione.